# Кака (митологија)
Кака (лат. Caca) је назив божанства у римској митологији.

## Митологија
Према традицији, Кака је била Какова сестра. У старом Риму је постојала прича да је она Херкулу открила склониште у коме је њен брат сакрио Герионова говеда која је украо Херкулу.

## Култ
Култ, о коме су се бринуле Весталке је установљен у старом Риму из захвалности према богињи јер је помогла Херкулу. У част богиње, одржавана је стална ватра.